# Jacques Chevallier (ingénieur)
Pour les articles homonymes, voir Jacques Chevallier et Chevallier.
Jacques Étienne Chevallier, né le 28 décembre 1921 à Vendôme (Loir-et-Cher) et mort le 11 décembre 2009 dans cette même ville, est un ingénieur militaire du génie maritime et haut fonctionnaire de défense et de sécurité français.
Spécialisé dans l'architecture navale et la technologie nucléaire, il a été l'une des figures importantes du développement de la propulsion nucléaire navale en France, avec la conception des moteurs des sous-marins de classe Le Redoutable.

## Biographie
Jacques Chevallier est le fils de Gabriel Chevallier, chirurgien, et de Marthe Harel. 
Il poursuit ses études à l’École polytechnique en 1940 et à l’École nationale supérieure du génie maritime. 
Il se marie le 28 septembre 1945 à Josiane Chedouteau, avec laquelle il aura 5 enfants : Anne, Ariette, Elisabeth, Marielle et Jean-Christophe.
Pendant sa carrière professionnelle, il exerce successivement les fonctions suivantes : 
- ingénieur à l'arsenal de Bizerte (1945-47), à l'arsenal de Toulon (1947-51),
- ingénieur puis chef du service des appareils moteurs à l'établissement des constructions et armes navales d’Indret (1951-59),
- chef du groupe (puis département) de propulsion nucléaire du commissariat à l'énergie atomique (1959-68),
- président-directeur général (1969-72) puis administrateur et président d'honneur de la Compagnie centrale d'études industrielles (Cocei),
- directeur des applications militaires au Commissariat à l'énergie atomique (1972-86),
- membre du Comité à l'énergie atomique (1986),
- chargé de mission auprès du ministre de la Défense André Giraud (1986-1988),
- délégué général pour l’armement (14 mai 1986[3]-1988)

### Principales réalisations
- Étude et construction de l’appareil moteur du Colbert ;
- conception et réalisation du prototype à terre à Cadarache[4].
- conception et réalisation du réacteur nucléaire des sous-marins nucléaires français de la Classe Le Redoutable[5].

### Distinction
- Grand officier de la Légion d'honneur

## Hommages
Le Jacques Chevallier, premier navire des nouveaux bâtiments ravitailleurs de forces (BRF) - remplaçant ceux de classe Durance - de la Marine nationale porte son nom.

## Ouvrage
- Armement et Ve République, CNRS éditions, 414 pages, 2013 (co-auteur[7])